# Giovanni Mario Crescimbeni
Giovanni Mario Crescimbeni, né à Macerata en 1663 et mort à Rome en 1728, est un homme de lettres italien, à la fois poète et critique littéraire.

## Biographie
Giovanni Mario Crescimbeni naquit à Macerata, dans la Marche d'Ancône, le 9 octobre 1663, d’une famille honnête et aisée, originaire de Bologne. Tenu sur les fonts par le prélat Girolamo Casanate, qui fut depuis cardinal, il eut de plus au baptême, non seulement le nom de Jérôme, mais ceux d’Ignace, Xavier, Joseph et Antoine ; de tous ces noms il ne conserva que les deux premiers ; encore change-t-il, comme l’usage s’en conservait encore parmi les savants, le nom de Maria (Marie), pour celui de Mario (Marius). Dès son enfance, il annonça du goût pour la poésie. Un exemplaire de l’Orlando furioso avec des gravures, étant entre ses mains, il ne le quittait plus. Il cherchait dans les vers les sujets des figures gravées, et les vers de l’Arioste se fixaient ainsi dans sa mémoire sans qu’il s’en aperçut. Il fit en plus grande partie, et avec la plus grande distinction, ses études à Macerata même, au collège des jésuites. Dès l’âge de treize ans, il y écrivit une tragédie dans le genre de Sénèque, sur la défaite de Darius, roi des Perses, et, bientôt après, il traduisit en vers les deux premiers livres de la Pharsale de Lucain. À quinze ans, il devint membre de l’Académie des Disposti de la ville de Jesi, et, s’étant appliqué à l’étude des lois, sous son père, qui était professeur en droit dans l’université de sa patrie, il fut reçu docteur à 16 ans. En 1681, son père l’envoya à Rome auprès d’un oncle qui était jurisconsulte et auditeur de cette cour. En se livrant, sous la direction de cet oncle, à la pratique des lois, le jeune Crescimbeni n’en suivit pas avec moins d’ardeur son goût pour la poésie et pour les belles-lettres. Ses premières compositions poétiques eurent les défauts qui étaient alors à la mode, l’excessive affectation et l’enflure ; mais en 1687, ayant lu quelques odes ou canzoni, que le poète florentin Filicaia venait de publier sur les victoires remportées contre les Turcs, il fut frappé de la grandeur et du naturel de ce style, formé à l’école des anciens. Dirigé par les conseils, encouragé par l’exemple de Léonio de Spolète, qui avait entrepris dès lors de ramener au bon goût les jeunes poètes, il quitta sa première manière, et ne voulut plus écrire que dans le genre dont les poètes du bon siècle avaient laissé des modèles. Bientôt, il conçut le projet d’étendre aux autres la révolution qui s’était faite en lui-même. Il était de trois académies qui florissaient alors à Rome et qui se distinguaient comme à l’envi par l’excès du mauvais gout. Il choisit dans chacune quelques poètes d’un meilleur esprit, et leur communiqua son dessein.Leur réunion forma une nouvelle académie qui s’assemblait dans des jardins et dans des endroits champêtres, et qui prit, du lieu de ses réunions de son goût pour le naturel et pour la simplicité, le nom d’Arcadie. Les nouveaux académiciens se donnèrent réciproquement des noms grecs, conformes à leurs idées pastorales. Leur première séance académique se tint le 5 octobre 1690, sur le mont Janicule, dans les jardins du couvent de San Pietro in Montorio. Le régime de cette société fut déclaré entièrement démocratique ; elle n’eut pour chef qu’un gardien (custode), et le premier gardien ou custode fut Crescimbeni, à qui était échu le nom d’Alfesibeo Cario. Il fut confirmé dans cette dignité d’olympiade en olympiade, pendant toute sa vie ; et le nom du custode Alphésibée devint célèbre dans toutes les colonies arcadiennes de l’Italie, et même dans toute l’Europe. La rédaction des règlements de l’académie, les poésies qu’il lisait dans les séances, les sujets qu’il proposait à traiter, et le soin de tout ce qui pouvait contribuer à la gloire de l’association naissante et au rétablissement du bon goût dans la poésie italienne, l’occupèrent tout entier pendant les premières années. La réunion des Arcadiens, qu’en France l’usage a prévalu de nommer Arcades, devenue trop nombreuse pour que le petit jardin d’un couvent lui suffit, fut transportée en différents lieux, et s’arrêta enfin dans les beaux jardins du palais Farnèse ; toutes les académies italiennes désirèrent d’y être affiliées, et plusieurs ambitionnèrent d’être changées en colonies arcadiennes. Crescimbeni, quoique fort occupé de ces accroissements, publia en peu d’années plusieurs compositions poétiques, une pastorale dramatique, un volume de rime ou de poésies lyriques, et enfin, en 1698, son Histoire de la poésie vulgaire, ouvrage savant dont il amassait depuis plusieurs années les matériaux. Peu de temps après, il fit un voyage en Toscane, et tomba dangereusement malade à Sienne. Sa convalescence fut longue, et aurait été pénible pour lui, s’il n’eût été consolé par les entretiens des savants et des littérateurs toscans les plus distingués. Il fut reçu à Florence avec le même empressement, et admis dans les trois académies, Florentine, de la Crusca et des Apatisti. De retour à Rome, il publia un nouvel ouvrage sur les Beautés de la poesie vulgaire, qui était achevé depuis trois ans. Une seconde maladie, qu’il eut peu de temps après, fut encore plus dangereuse que la première. Le cardinal Pietro Ottoboni lui prodigua les soins les plus attentifs et les plus généreux, et l’envoya se rétablir à Albano, dans sa riche abbaye de St-Paul, ou le fit soigner et servir par ses gens comme si c’eût été lui-même. Dès que Crescimbeni eut recouvré la santé, il reprit à Rome le cours de ses travaux, et ne tarda pas à publier le premier Volume des Commentaires qu’il préparait depuis plusieurs années, sur son Histoire de la poésie vulgaire. L’objet de ce commentaire était de corriger les erreurs qui pouvaient lui être échappées dans son histoire, et d’y ajouter un grand nombre de détails, d’anecdotes littéraires et d’articles nouveaux. Jusqu’alors il n’avait recueilli aucun fruit ses études. Il avait hérité de son oncle d’une petite fortune indépendante, mais qui suffisait à peine à ses besoins. Enfin en 1705 Clément XI lui donna, de son propre mouvement, un canonicat de Santa Maria in Cosmedin, qui lui procura une honnête aisance. Il n’en continua qu’avec plus d’application et de zèle plusieurs travaux qu’il avait commencés, et il publia, en peu d’années, la Traduction des vies des poètes provençaux, écrite en ancien français, par Jean de Nostredame, ou Nostradamus, avec l’addition d’une seconde partie ; les quatre volumes qui complétaient ses Commentaires sur la poésie vulgaire ; l’Histoire de l’Arcadie ou de l’académie arcadienne ; les trois premières parties des Vie des Arcadiens illustres, sans compter un grand nombre d’ouvrages de circonstance, soit en prose, soit en vers, et sans nuire aux occupations que lui donnaient sans cesse ses fonctions de custode, les déplacements de l’académie, les querelles qui s’élevaient dans son sein, et qu’il prenait toujours soin d’apaiser, la correspondance avec les colonies arcadiennes, dont le nombre augmentait sans cesse, enfin la célébration des fêtes olympiques de la grande société, dont les préparatifs et la composition même étaient une des fonctions de sa charge. En même temps qu’il obtenait du souverain pontife des embellissements pour l’église collégiale où était son canonicat, et qu’il rassemblait des matériaux pour en écrire l’histoire, il publiait trois volumes des poésies ou rime de sa chère Arcadie, recueil qui eut un grand succès, et d’après lequel on peut juger que l’objet qu’il s’était proposé, en fondant cette académie pour le rétablissement du bon goût, était rempli. Deux bénéfices simples situés à Tolentino furent, en 1715, de nouveaux bienfaits de Clément XI, qui payait ainsi le plaisir que lui donnaient les ouvrages de Crescimbeni, et surtout la traduction qu’il avait faite de latin en italien de ses homélies pontificales. Enfin, en 1719, il lui conféra la dignité d'archiprêtre de cette église de Santa Maria ; et ce fut alors que Crescimbeni reçut en peu de temps les premiers ordres sacrés et la prêtrise. Benoît XIII, qui monta sur le trône de St-Pierre en 1724, après le pontificat très court d’Innocent XIII, ne lui fut pas moins favorable que Clément XI, et l’on compta comme une grâce très-signalée la décoration de la grande chape et du rochet, que ce pape accorda aux chanoines de Santa Maria, et qui leur donnait, dans les processions, place parmi les principales basiliques de Rome. L’année suivante, Crescimbeni eut la consolation de voir l’académie, jusqu’alors presque toujours errante, définitivement fixée par le don que lui fit le roi de Portugal, Jean V, d’un fonds suffisant pour l’achat d’un terrain, où elle tiendrait désormais ses assemblées. Après avoir parcouru presque toutes les sept collines, l’Arcadie revint, pour ainsi dire, à son berceau, et choisit son dernier emplacement sur le mont Janicule, où avaient été ses premières réunions. L’érection du nouveau théâtre fut confiée à un architecte de la société ; la première pierre posée en octobre 1725, et la première célébration des jeux olympiques, consacrée, comme il était juste, au roi de Portugal, y fut faite le 9 septembre 1726. Crescimbeni se donna pour cette célébration les mêmes soins qu’à l’ordinaire, et plusieurs de ses compositions, en vers et en prose, y furent lues avec applaudissements. Cependant sa santé s’affaiblissait depuis longtemps ; une maladie de poitrine dont il était atteint faisait des progrès ; il eut encore la force de publier en 1727 la quatrième partie des vies des Arcadiens illustres, mais, dès le commencement de 1728, il sentit sa fin approcher. Il eut la singulière dévotion de vouloir non-seulement mourir en habit de jésuite, mais d’obtenir, du général de cette compagnie, la permission d’en prononcer les vœux, et de les signer de sa main. Après des souffrances très aiguës, qu’il soutint avec beaucoup de résignation et de courage, il mourut le 8 mars suivant. Il s’était fait d’avance élever un tombeau très-simple dans la basilique de Santa Maria ; les armes de sa famille et la flûte pastorale ou flûte de Pan, qui forme celles de l’Arcadie, étaient gravées sur la pierre avec ces simples lettres I. M. C. P. ARC. C. Joannes Marius Crescimbenius, pastorum Arcadum custos (Giovanni Mario Crescimbeni, custode des bergers d’Arcadie). Il fut universellement regretté. Il était du caractère le plus doux, en même temps que des mœurs les plus pures, d’une conversation attrayante et affectueuse, modeste, poli, officieux, plein de candeur ; reconnaissant des moindres services, et tout dévoué à ses amis. Il en eut un grand nombre, tant à Rome que dans l’Italie entière, et l’on n’a jamais entendu dire qu’il ait eu un seul ennemi, ni qu’il l’ait été de personne.

## Œuvres

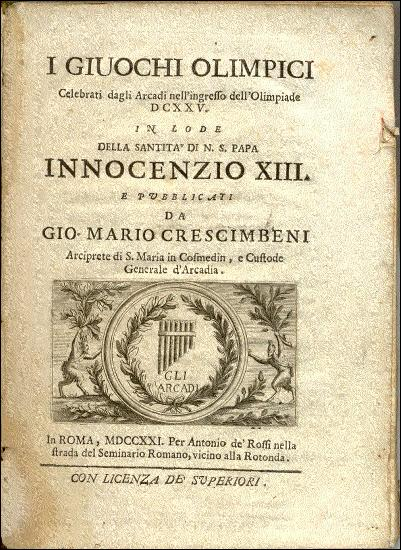
Édition des œuvres des membres de l’Académie d'Arcadie par Crescimbeni

On trouve dans Niceron la liste de ses ouvrages ; les principaux sont :
- l’Istoria della volgar poesia, divisa in sei libri, Rome, 1698, in-4° ; 2e édition, revue, corrigée et augmentée, Rome, 1714, in 4°.
- I Commentarj intorno alla detta istoria, en 5 vol. in-4° : le 1er, Rome, 1702 ; le 2e en deux parties, 1710 ; les trois autres, 1711. Cet ouvrage, plein de recherches sur les premiers temps de la poésie italienne, est, malgré ses défauts, un de ces livres classiques dont on ne peut se passer, même après qu’il en a été fait de meilleurs.
- Le Vite de’ più celebri poeti provenzali tradotte dal francese, ornate di copiose annotazioni, e accresciute di moltissimi poeti, Rome, 1722, 2e éd. (lire en ligne). La 1re édition est très-incomplète.
- La bellezza della volgar poesia, Rome, 1700, in-4°, 2e édition, revue, corrigée et augmentée, ibid., 1712, in-4°.
- l’Istoria d’Arcadia, Rome, 1709, in-4°, 2e édition, colla giunta, 1711, id. Breve notizia dello stato antico e moderno dell’adunanza degli Arcadi, Rome, 1712, in-12. Ces cinq différents traités, qu’on peut regarder comme des parties de son grand ouvrage, ont été réimprimés ensemble avec des notes et une vie de l’auteur, écrite par le chanoine Mancurti, d’lmola, Venise, 1730, 6 vol. in-4°.
- Istoria della basilica di S. Maria in Cosmedin col ristretto di molte altre chiese di Roma, e con molte figure in rame, etc. Rome, t. 1, 1713, t. 2, 1749, in-4°.
- Istoria della chiesa di S. Giovanni a porta Latina, con la notizia d’altre chiese, e con molte figure in rame, etc., Rome, 1716, in-4°.
- Istoria della basilica di S. Anastasia, idem, Rome, 1722, in-4°.
- Stato della sacrosanta chiesa papale Lateranese, con figure in rame, Rome, 1724, in-4°.
- Omelie ed orazioni di papa Clemente XI, volgarizzate, Florence, 1704, in-4° ; 2e édition, augmentée, Venise, 1714, in-8°.
- Vita di monsignore Gio. Maria Lancisi, medico di papa Clemente XI, Rome, 1721, in-4°.
- Vita di monsignore Gabriello Filipucci, Rome, 1724, in-4°.
- Atti della coronazione del cavalier Perfetti, fatta in Campidoglio, Rome, 1725, in-4°. Le cavalier Bernardino Perfetti était le plus célèbre improvisateur de son temps. Son couronnement au Capitole fut une grande solennité poétique, dont cet ouvrage nous a conservé tous les détails.
- L’Elvio, favola pastorale, Rome, 1695, in-8°.
- Rime del Crescimbeni, Rome, 1695, in-12 ; 1704, in-12 ; 1723, in-8°.
- Gli Apologhi di Berardino Baldi tradotti in versi, Rome, 1702, in-12.
- Compendio della vita della beatissima Vergine, etc. Rome. 1724. in-16.

Il faut ajouter à tous ses ouvrages plusieurs autres dont il donna l’édition, et dont une grande partie était de lui :
- I giuochi Olimpici in lode di papa Clemente XI, Rome, 1701 ; – In lode degli Arcadi defunti, 1705 ; idem, 1710 ; – In lode di papa Innocenzo XIII, 1721 ; – In lode di Giovanni V, re di Portogallo, 1726, in-4°.
- Le Vite degli Arcadi illustri coi loro ritratti in rame, Rome, 1re partie, 1708 ; 2e partie, 1710 ; 3e partie, 1714 ; 4e partie, 1727, in-4°.
- Le Rime degli Arcadi, en 9 vol. in-8°, Rome, de 1716 à 1722.
- Le Prose degli Arcadi, Rome, 1718, 3 vol. in-8°.
- Arcadum carmina, Rome, 1721, in-8°.
- Notizie degli Arcadi morti, Rome, 1720 et 1721, 3 v., in-8°, etc.

Ouvrage traduit en français
- Abrégé historique de la vie et du caractère de Dante, extrait de l'Histoire de la poésie toscane, 1755.

## Sources
- « Crescimbeni (Jean-Marie) », dans Louis-Gabriel Michaud, Biographie universelle ancienne et moderne : histoire par ordre alphabétique de la vie publique et privée de tous les hommes avec la collaboration de plus de 300 savants et littérateurs français ou étrangers, 2e édition, 1843-1865 [détail de l’édition]
- Gustave Vapereau, Dictionnaire universel des littératures, Paris, Hachette, 1876, p. 547